# Caecum floridanum
Caecum floridanum är en snäckart som beskrevs av William Stimpson 1851. Caecum floridanum ingår i släktet Caecum och familjen Caecidae. Inga underarter finns listade i Catalogue of Life.